# Resthenia
Resthenia is een geslacht van wantsen uit de familie van de Miridae (Blindwantsen). Het geslacht werd voor het eerst wetenschappelijk beschreven door Maximilian Spinola in 1837.

## Soorten
Het genus bevat de volgende soorten:

- Resthenia araguana Carvalho, 1989
- Resthenia berta Kirkaldy, 1902
- Resthenia boliviana Carvalho & Schaffner, 1974
- Resthenia gaucha Carvalho, 1953
- Resthenia goiana Carvalho, 1989
- Resthenia poppiusi Reuter, 1912
- Resthenia rubra Carvalho & Schaffner, 1974
- Resthenia scutata Spinola, 1837
- Resthenia sertaneja Carvalho, 1974
- Resthenia superba Reuter, 1910